# Бъбрив присмехулник
Бъбрив присмехулник (Hippolais polyglotta) е птица от семейство Acrocephalidae.

## Физически характеристики
Дължина: 12-13 cm. Възрастният има кафеникавозелен гръб и крила, и жълтеникава долна част. На главата си има жълти вежди. Клюна е силен и остър, краката са кафяви. Намат полов диморфизъм както повечето присмехулници, но младите са с по-блед корем.
Песента им зучи като приятно бърборене.

## Разпространение
Разпространена е в югозападната част на Европа и северозападната част на Африка. Те са прелетен вид, зимуващ в Субсахарска Африка. Обитава открити гори с храсти, горски шубраци, паркове и градини.

## Начин на живот и хранене
Както повечето присмехулници са насекомоядни, но не отказват и плодове.

## Размножаване
Снася 3-5 яйца в гнездо, което свива на дърво или храст.